# ویلیام اچ. روان
ویلیام اچ. روان (به انگلیسی: William H. Roane) سناتور سابق عضو حزب دموکرات ایالات متحده آمریکا بود. وی در سال ۱۸۳۷ تا ۱۸۴۱ میلادی سناتور ایالت ویرجینیا در سنای ایالات متحده آمریکا بود.